# Ludwig von Urlichs

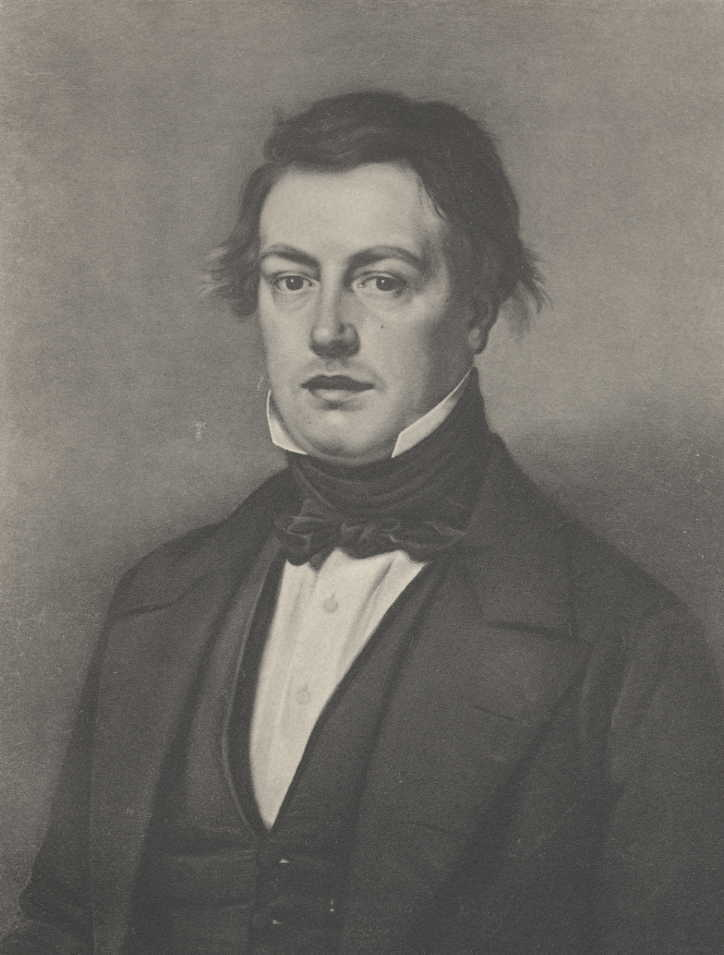
Ludwig Urlichs im Jahre 1850

Karl Ludwig Urlichs, seit 1887 Ritter von Urlichs (* 9. November 1813 in Osnabrück; † 3. November 1889 in Würzburg) war ein deutscher Klassischer Archäologe und Philologe.

## Leben
Ludwig (von) Urlichs besuchte das Gymnasium in Aachen und bezog schon 1830, im Alter von 16 Jahren, die Universität Bonn, um Altertumswissenschaften zu studieren. Sein Lehrer Friedrich Gottlieb Welcker führte ihn an die Archäologie gleichermaßen wie an die Philologie heran. Urlichs’ Dissertation Achaei Eretriensis quae supersunt (Fragmente des Tragikers Achaios aus Eretria, 1834) behandelte zwar ein philologisches Thema, aber in den folgenden Jahren wandte er sich der Archäologie zu. Auf seinen Reisen durch Italien und Sizilien gelangte er schließlich nach Rom, wo ihn der preußische Gesandte beim Vatikan und erste Vorsitzende des noch jungen Instituto di correspondenza archeologica, Christian Karl Josias von Bunsen, als Hauslehrer seiner Söhne anstellte. In Rom kam Urlichs auch mit Johann Martin von Wagner und Eduard Gerhard in Kontakt, dem er bei der Abfassung seines mehrbändigen Werkes Beschreibung der Stadt Rom (1829–1842) half. Noch Jahre später veröffentlichte Urlichs mit dem Codex Urbis Romae topographicus (1871) eine Frucht seiner römischen Zeit.
Nach sechs Jahren in Italien kehrte Urlichs 1840 nach Bonn zurück, wo er sich habilitierte und 1841 Mitbegründer und erster Chronist des Vereins von Altertumsfreunden im Rheinlande wurde. Als erfahrener Archäologe wurde er 1843 von August Wilhelm Schlegel als ehrenamtlicher Adjunkt am Akademischen Kunstmuseum angestellt; später wurde er zum Mitdirektor erhoben. Seinen Lebensunterhalt verdiente Urlichs damals als Dozent an der Bonner Universität, wo 1844 zum außerordentlichen Professor ernannt wurde. Neben seinem ehemaligen Lehrer Welcker pflegte Urlichs ein freundschaftliches Verhältnis zu dem wenige Jahre älteren Latinisten Friedrich Ritschl, dessen textkritische Lehrveranstaltungen er um archäologische ergänzte.
Schließlich verließ Urlichs Bonn, als er 1847 einen Ruf an die Universität Greifswald als ordentlicher Professor für Klassische Philologie erhalten hatte. Diese Professur hatte sein Vorgänger Otto Jahn zwei Jahre zuvor erkämpft. Urlichs’ Greifswalder Zeit war jedoch von politischer Tätigkeit bestimmt, die ihn von seinem Lehramt ablenkte: Von 1848 bis 1852 war Urlichs Mitglied des Preußischen Abgeordnetenhauses und des Erfurter Unionsparlaments, wo er zweiter Schriftführer nach Otto von Bismarck war. In den Greifswalder Jahren lernte Urlichs auch seine Gattin Louise Quistorp kennen, mit der er drei Töchter und vier Söhne bekam, darunter den Archäologen Heinrich Ludwig Urlichs (1864–1935).
Obwohl ihm eine weitere Karriere als Politiker offenstand, entschied sich Urlichs 1855 dafür, dem Ruf der Universität Würzburg auf den Lehrstuhl für Klassische Philologie und Ästhetik zu folgen. Hier widmete er sich bis zu seinem Lebensende der Lehre, Forschung und Museumsarbeit. Zusätzliche didaktische Erfahrung erwarb er sich als „Ministerialkommisär“ der bayerischen Gymnasien. An der Herausbildung des Universitätsfaches Klassische Archäologie hatte Urlichs regen Anteil und erwirkte, dass es auch in die bayerische Prüfungsordnung für das Lehramt an Gymnasien aufgenommen wurde. Diese Regelung gilt noch heute. Darüber hinaus leitete Urlichs die wissenschaftliche Bearbeitung der Kunst- und Antikensammlung der Universität ein, die Urlichs um das Erbe des 1858 in Rom verstorbenen Johann Martin von Wagner bereicherte, nach dem die Sammlung in „Wagnersches Kunstinstitut“ und später (nach Urlichs’ Tod) in Martin von Wagner Museum umbenannt wurde. Durch den Erwerb der Sammlung Feoli (1872), die aus 480 griechischen und etruskischen Vasen besteht, erhielt das Würzburger Universitätsmuseum die drittgrößte deutsche Vasensammlung nach Berlin und München. Besondere Aufmerksamkeit widmete Urlichs aber der antiken Bildhauerkunst. Seine Monografie Skopas: Leben und Werke (1863) wurde bis zum ausgehenden 20. Jahrhundert noch viel zitiert, sein Führer durch die Glyptothek Ludwigs I. (1867) wurde hoch gelobt. Von seiner einzigen Griechenlandreise, die Urlichs 1881 unternahm, berichtete er neben Topografie und Architektur besonders über die plastischen Werke. Wegen seiner Verdienste wurde Urlichs 1857 zum königlichen Hofrat ernannt, 1866 zum korrespondierenden Mitglied der Bayerischen Akademie der Wissenschaften gewählt. 1880 zeichnete König Ludwig II. ihn mit dem Ritterkreuz des Verdienstordens der Bayerischen Krone aus. Mit der Verleihung war die Erhebung in den persönlichen Adelstand verbunden und er durfte sich nach der Eintragung in die Adelsmatrikel Ritter von Urlichs nennen. Außerdem war er seit 1868 Ritter I. Klasse des Verdienstordens vom Heiligen Michael.
Seine philologische Herkunft und die langjährige Freundschaft mit der Schiller-Tochter Emilie von Gleichen-Rußwurm brachten Urlichs dazu, sich Leben und Werk der Goethezeit zu widmen. Er gab die Briefe Goethes an Johanna Fahlmer (1857) und an Friedrich Schiller (1877) heraus und verfasste ein dreibändiges Werk mit dem Titel Charlotte von Schiller und ihre Freunde (1860–1865). Auch in der Wissenschaftsgeschichte seines eigenen Faches tat sich Urlichs um, indem er zahlreiche Artikel für die Allgemeine Deutsche Biographie verfasste.